# 28 Dywizjon Artylerii Ciężkiej

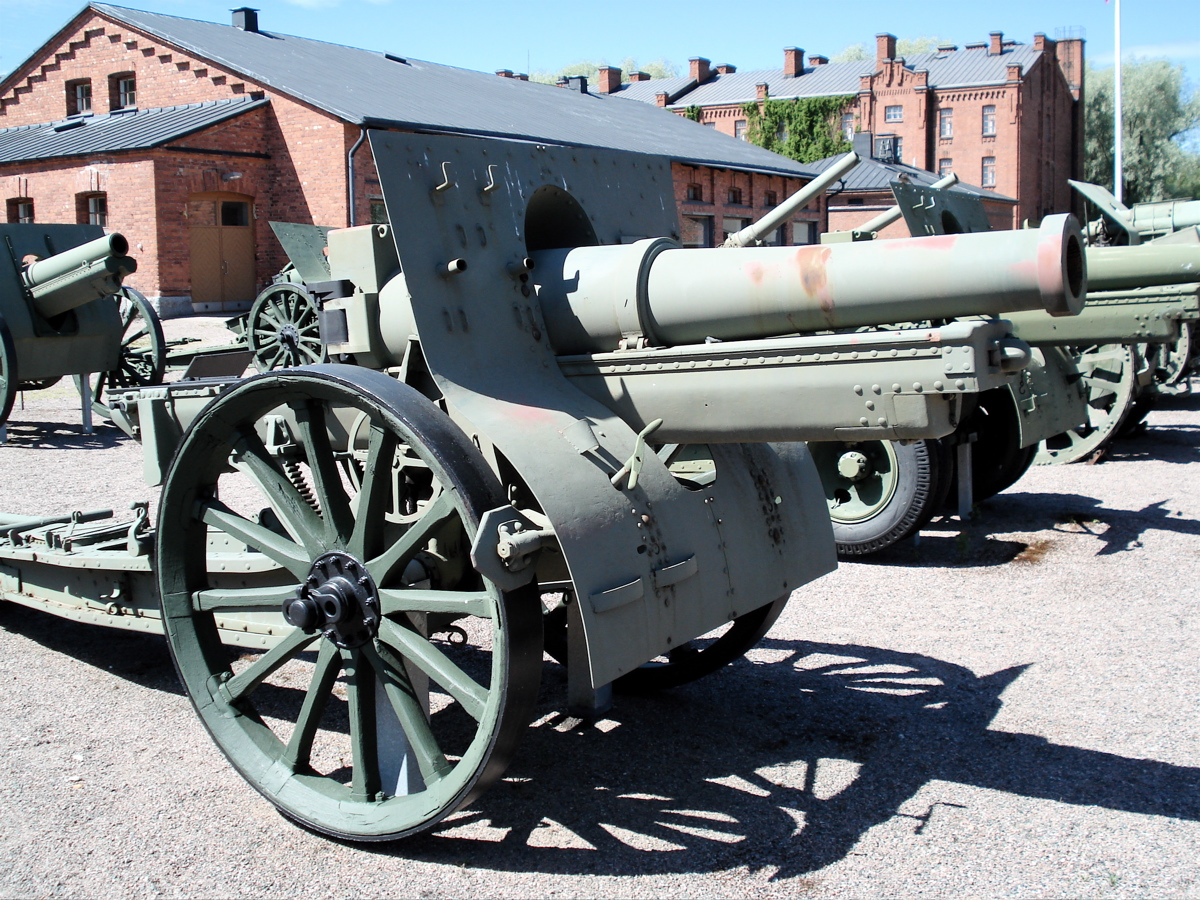
155 mm haubica wz. 1917

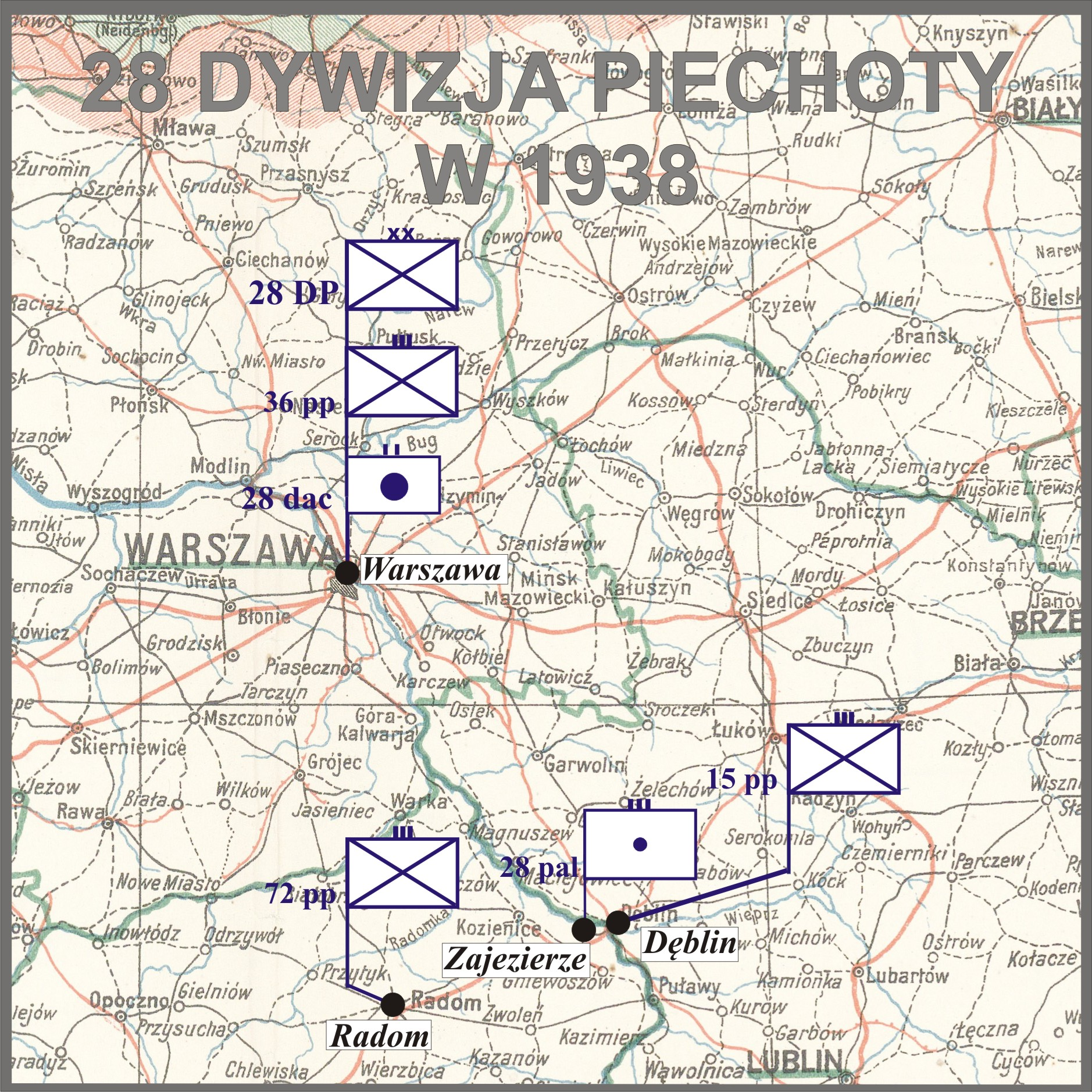
28 DP w 1938

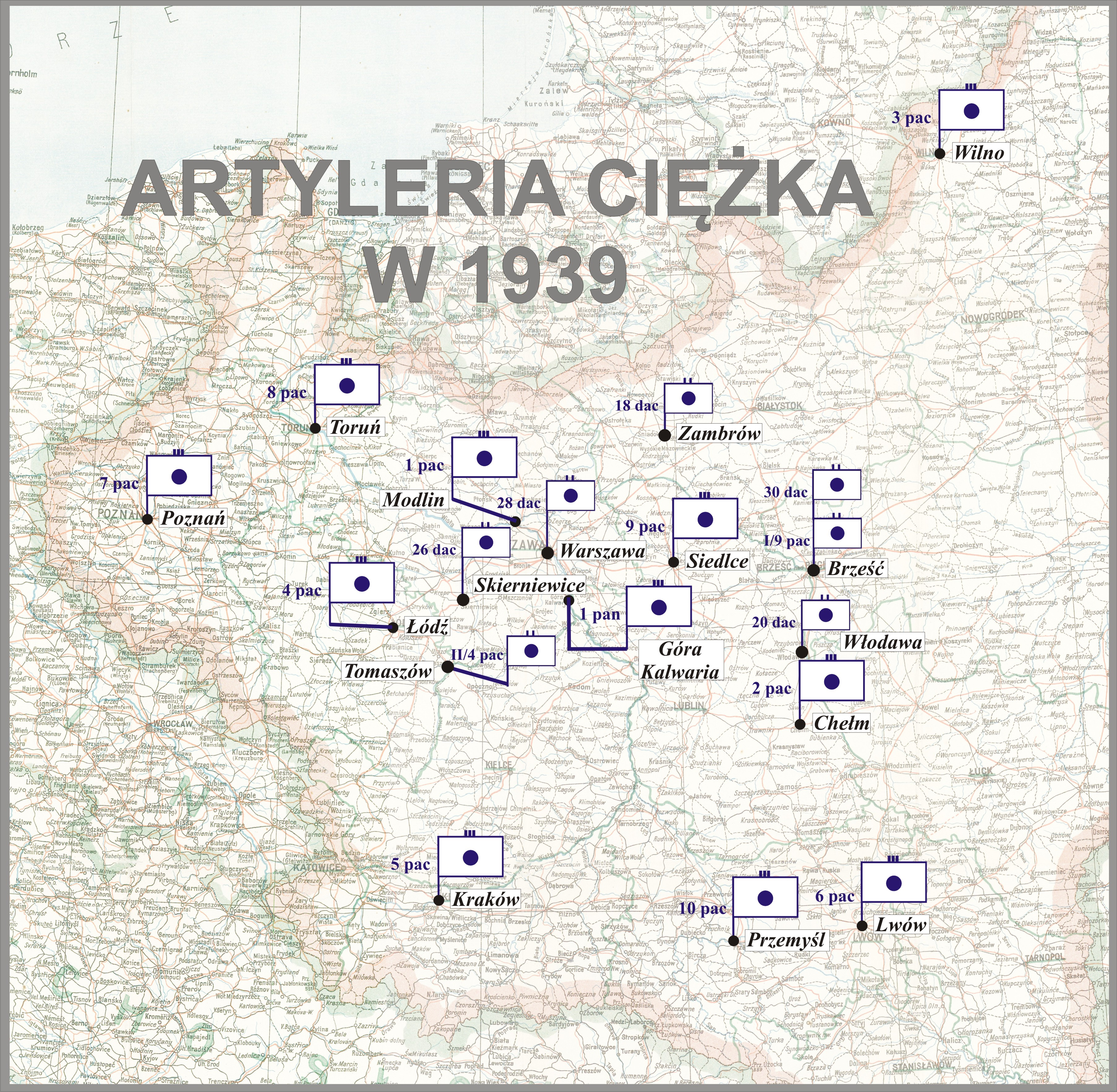
Artyleria ciężka w 1939 przed wybuchem II wojny światowej

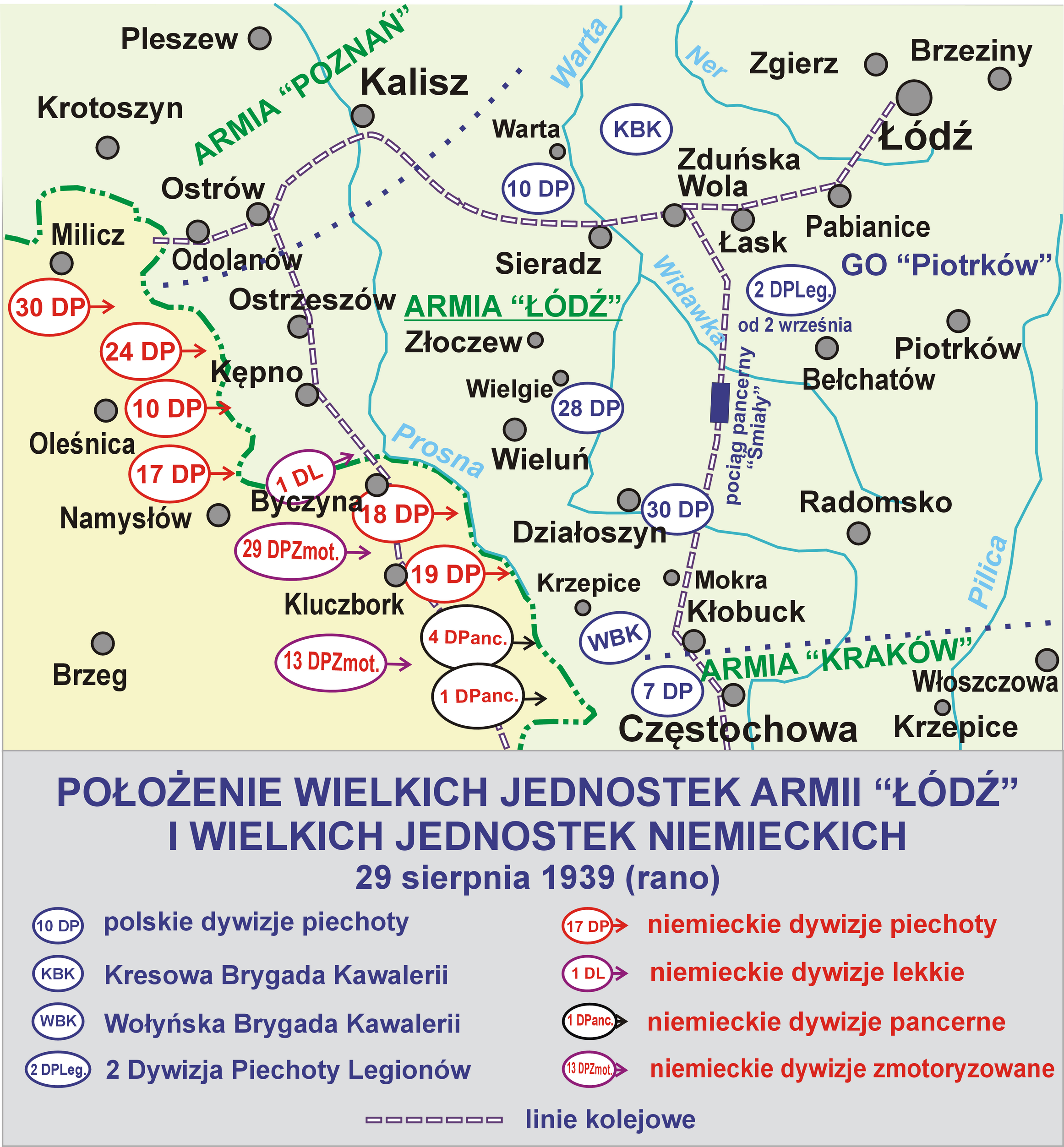
Dywizjon walczył w składzie 28 DP

28 dywizjon artylerii ciężkiej (28 dac) – pododdział artylerii ciężkiej Wojska Polskiego II RP.
Dywizjon został sformowany na podstawie rozkazu MSWojsk. L.dz.4439/org.Tjn. z 29 lipca 1937 roku. Początek formowania 1 września 1937 roku w garnizonie Warszawa, w koszarach przy ulicy Ratuszowej. Sformowany przez 1 pułk artylerii ciężkiej z Modlina i 8 pułk artylerii ciężkiej z Torunia, jako organiczny pododdział artylerii 28 Dywizji Piechoty.

## 28 dac w kampanii wrześniowej

### Mobilizacja
24 sierpnia 1939 roku o godz. 5.00 w dywizjonie rozpoczęła się mobilizacja alarmowa w grupie "czarnej" w terminie od A+32 do A+44. Baterie pobrały z magazynów sprzęt – pierwsza 3 armaty kal. 105 mm wz 13, a druga 3 haubice kal. 155 mm wz.17 i udały się do rejonów formowania w Ząbkach i Markach. Sprzęt i wyposażenie dywizjonu nowe, konie z poboru dobre, zastrzeżenia budziła uprząż i wozy taborowe z poboru. Mobilizacja dywizjonu została zakończona 27 sierpnia 1939 roku, dowództwo dywizjonu przejął ppłk Władysław Bednarski, w godzinach popołudniowych 28 dac załadował się do transportu kolejowego na Dworcu Wschodnim w Warszawie.

### Działania bojowe dywizjonu
Po przejechaniu trasy Koluszki, Łódź rano 28 sierpnia transport kolejowy dywizjonu dotarł do stacji Łask, gdzie nastąpił wyładunek. Przemaszerował do miejscowości Osiny, a 30 sierpnia przez Widawę, Wieluń osiągnął wieś Gromadzice. 31 sierpnia 28 dac zajął stanowiska ogniowe w lasach na północ od Wielunia.        

#### Nad Wartą i Widawką
1 września żołnierze dywizjonu byli świadkami zbombardowania Wielunia. Od godzin południowych 1 bateria armat ostrzeliwała na granicy zasięgu maszerujące w kierunku Wielunia niemieckie pododdziały rozpoznawcze, ogień był prowadzony do wieczora. Zaobserwowano zatrzymanie ruchu ze strony niemieckiej. Rejony punktów obserwacyjnych (PO) i stanowisk ogniowych (SO) były atakowane przez lotnictwo niemieckie. 2 września 1 bateria zmieniła SO na rejon Piskorniki, skąd prowadziła ostrzał obszaru na północ od Czarnożyły, Sieńce, Kraszkowice. Wieczorem 28 dac pomaszerował na nowe stanowiska nad rzeką Widawką. 3 września po południu dywizjon zajął SO: 1 bateria w Woli Wężykowej, 2 bateria w pobliżu wsi Grabie, obserwatorzy zajęli miejsca w szykach piechoty. 4 września ok. godz.11.00 1 bateria ostrzelała niemieckie czołgi, które omijając rów ppanc. na przedpolu, skupiły się w jednym miejscu. Ogień 1 baterii uszkodził lub zniszczył kilka pojazdów pancernych. Bateria w ciągu 35 minut wystrzelała 109 pocisków. 4 i 5 września obie baterie skutecznie wspierały obronę piechoty macierzystej dywizji w walce z niemieckimi 18 i 19. DP, niemiecki ostrzał artyleryjski wielokrotnie niszczył łącza telefoniczne pomiędzy obserwatorami i stanowiskami ogniowymi baterii.        

#### Walki odwrotowe
W godzinach nocnych 5/6 września z uwagi na zagrożenie skrzydeł 28 DP na rozkaz przełożonych dywizjon wycofał się Ostrów, Gucin na południowy zachód od Łaska. Następnej nocy dywizjon maszerował przez Kudrowice, Pabianice i Guzew, w Pabianicach dywersanci ostrzelali 2 baterię, jeden podchorąży został ranny. 28 dac 7 września rozwinął się w rejonie Rudy Pabianickiej, lecz do użycia dział dywizjonu nie doszło. Po godz.16.00 dywizjon podjął dalszy marsz, w trakcie marszu 2 bateria była atakowana przez lotnictwo niemieckie, skryła się ona w przedwieczornej mgle, a lkm baterii zestrzelił niemiecki samolot. 8 września 28 dac dotarł do Woli Cyrusowej, ok. godz.14.00 miejsce postoju 1 baterii zostało ostrzelane przez niemiecką artylerię. Poległo 3 kanonierów, a wśród taborów baterii  wybuchła panika, w wyniku utracono większość wozów. Podjęto wieczorem dalszy marsz w kierunku Skierniewic, rano 9 września dywizjon osiągnął Wolę Makowską i Lewą Mokrą. Następnej nocy przemaszerowano przez płonące, ostrzeliwane przez niemiecką artylerię i zatłoczone Skierniewice. Przed południem 10 września 28 dywizjon dotarł do Kamiona, do Warszawy odesłano 1 uszkodzoną armatę 105 mm.        
Około godz. 13.00 dywizjon, odpoczywający w rejonie Kamiona, został zaskoczony ogniowym uderzeniem silnego niemieckiego pododdziału rozpoznawczego, który nadjechał od Huty Zawadzkiej, w składzie czterech pojazdów pancernych i piechoty na pięciu samochodach oraz dwóch motocyklach. Atak nieprzyjaciela został odparty przez zaskoczonych kanonierów dywizjonu i strzelające na wprost armatę 105 mm i haubicę 155 mm, przy wsparciu ogniowym jednej baterii 28 pal. Obie walczące strony poniosły dotkliwe straty. Niemcy pozostawili wszystkie pojazdy mechaniczne, w tym 3 pancerne i 27 zabitych. Po stronie polskiej poległ dowódca dywizjonu ppłk Władysław Bednarski, prowadząc kanonierów do ataku i dwóch innych żołnierzy. Rannych zostało dwóch oficerów i kilku kanonierów. Ponadto z powodu wybicia zaprzęgów trzeba było pozostawić dwie haubice. Dowództwo dywizjonu objął kpt. Antoni Szarejko. Po uporządkowaniu własnego uzbrojenia i sprzętu oraz zniszczeniu sprzętu zdobycznego i swoich dwóch haubic, dywizjon wyruszył do rejonu Samice, Ruda.        

#### Walki o przebicie się do Warszawy i w obronie Modlina
Nocą 10/11 września pomaszerowano do lasów na południowy zachód od Żyrardowa, Następnej nocy maszerowano przez Grodzisk Mazowiecki, Milanówek do rejonu Brwinowa, który osiągnięto o świcie 12 września. Tego dnia o godz. 9.30 piechota 28 DP ruszyła do natarcia przez Helenów, Parzniew w kierunku Warszawy. Dwie armaty i haubica strzelając "na wprost" wspierały atakującą piechotę. Haubica zniszczyła niemiecki punkt obserwacyjny na wieży kościoła w Pruszkowie. Wobec niepowodzenia natarcia dywizjon pomaszerował w kierunku Modlina przez Kotowice, Zaborów i Puszczę Kampinoską. 13 września dywizjon przeszedł na południe od Kazunia do Czeczotki. 14 września 28 dywizjon osiągnął Kazuń i zajął stanowiska w widłach rzek Narew i Wisła koło Spichrza. Skończyła się amunicja do armat 105 mm, do końca oblężenia strzelała haubica. 21 września dowództwo dywizjonu przejął kpt. J. Modzelewski. 29 września w momencie ogłoszenia kapitulacji Modlina, zniszczono pozostałe trzy działa i sprzęt.       

## Organizacja i obsada personalna w 1939
| Obsada personalna w marcu 1939 | Obsada personalna w marcu 1939                        |
| ------------------------------ | ----------------------------------------------------- |
| dowódca dywizjonu              | ppłk dypl. Wacław Grudniewicz                         |
| z-ca dowódcy i podkwatermistrz | kpt. Jerzy Jabłoński                                  |
| adiutant                       | kpt. Antoni Staniszewski                              |
| oficer zwiadowczy              | por. Stanisław Sobecki                                |
| dowódca plutonu łączności      | kpt. Franciszek Kucharski                             |
| dowódca szkoły podoficerskiej  | kpt. Jan Modzelewski                                  |
| z-ca dowódcy                   | kpt. Franciszek Kucharski                             |
| dowódca I plutonu              | por. Tomisław Wroniewicz                              |
| dowódca II plutonu             | ppor. Wacław Szałkiewicz                              |
| dowódca 1 baterii              | kpt. Antoni Szarejko                                  |
| dowódca 2 baterii              | kpt. Jerzy Wróblewski                                 |
| Wojenna obsada personalna      |                                                       |
| dowódca dywizjonu              | ppłk Władysław Bednarski (do † 10 IX Kamion, VM 4 kl) |
| dowódca dywizjonu              | kpt. Antoni Szarejko (do 21 IX)                       |
| dowódca dywizjonu              | kpt. Jan Modzelewski                                  |
| adiutant dywizjonu             | kpt. Antoni Staniszewski (VM 5 kl.)                   |
| oficer zwiadowczy              | por. Tomisław Wroniewicz                              |
| oficer obserwacyjny            | ppor. rez. Zygmunt Aleksander Rafalski                |
| oficer łączności               | kpt. Franciszek Kucharski                             |
| lekarz weterynarii             | ppor. rez. lek. wet. Zygmunt Uszycki                  |
| dowódca 1 baterii              | kpt. Antoni Szarejko (VM 5 kl.)                       |
| oficer zwiadowczy              | ppor. rez. Henryk Opalański                           |
| oficer ogniowy                 | ppor. rez. Stanisław Kuczyński                        |
| dowódca 2 baterii              | kpt. Jan Modzelewski (VM 5 kl.)                       |
| oficer zwiadowczy              | ppor. rez. Mańkowski                                  |
| oficer ogniowy                 | ppor. rez. Bogdan Bortnowski                          |